# Neustrelitzer Kleinseenland

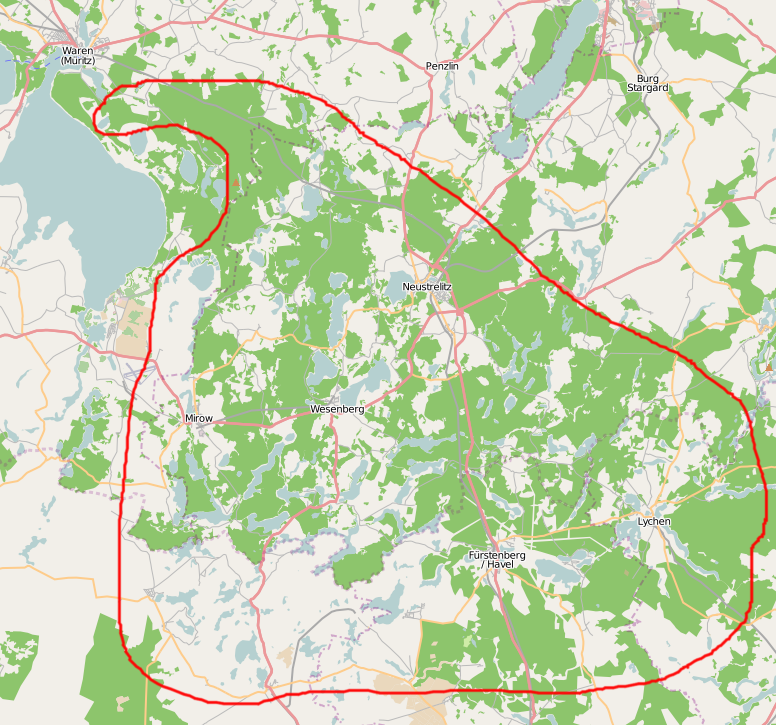
Ungefährer Bereich des Neustrelitzer Kleinseenlandes

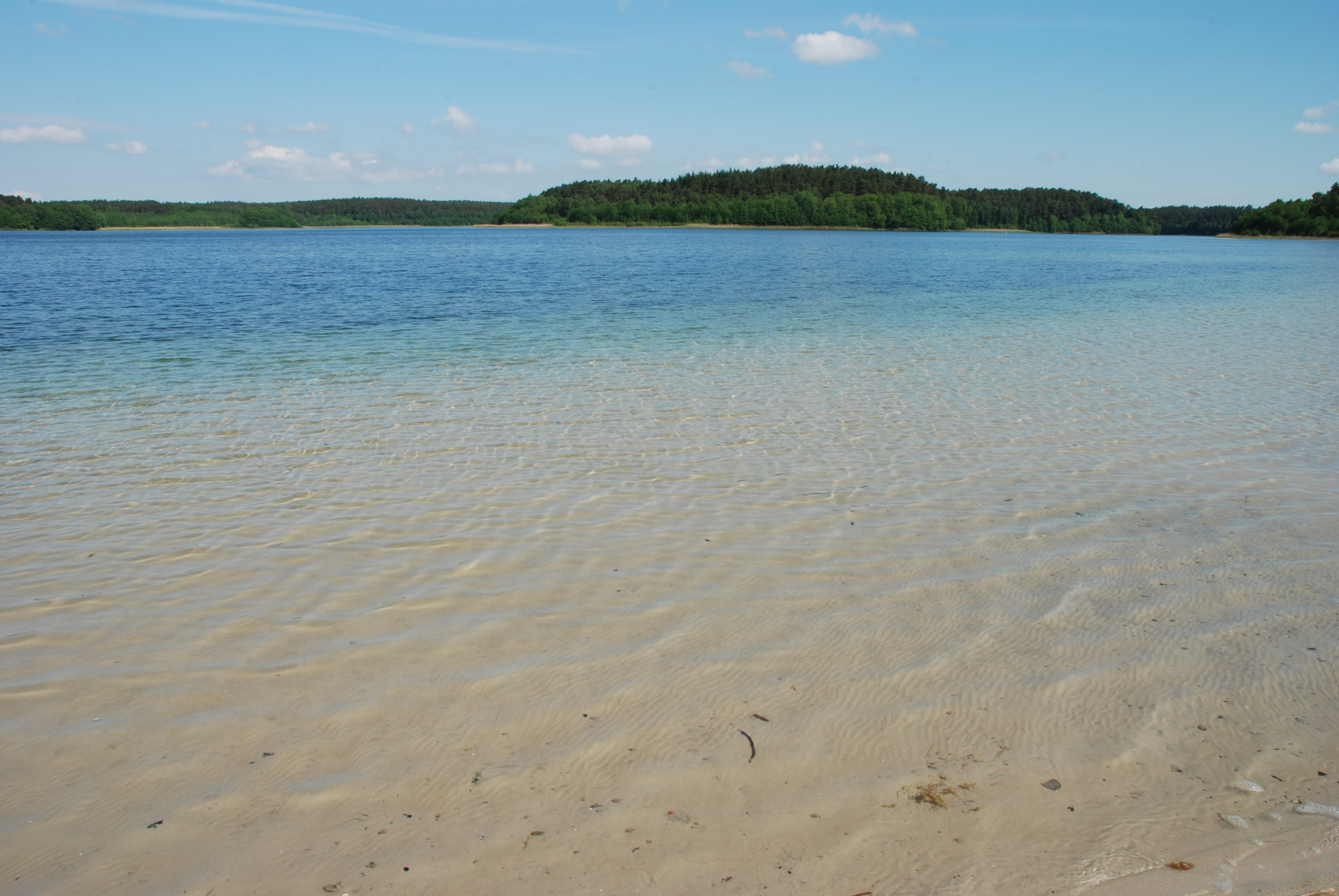
Großer Fürstenseer See

Das Neustrelitzer Kleinseenland ist eine gewässerreiche Waldlandschaft im Süden des Landes Mecklenburg-Vorpommern und im Norden des Landes Brandenburg. Es bildet einen Naturraum innerhalb der Großregion Mecklenburgische Seenplatte mit einer Fläche von 1771,1 km². Sein südwestlicher Bereich wird durch das Rheinsberger Seengebiet eingenommen. Hauptorte des Neustrelitzer Kleinseenlandes sind Fürstenberg/Havel, Lychen, Mirow, Neustrelitz, Rheinsberg und Wesenberg.
Der nördliche Teil der Seenlandschaft wird über die Havel entwässert, die hier auch ihren Ursprung hat. Über den Prebelowkanal besteht eine Verbindung zum Rheinsberger Seengebiet, das über den Rhin entwässert. Über den Mirower Kanal und die Alte Fahrt besteht eine Verbindung zum Mecklenburgischen Großseenland. Im Osten schließt sich der Naturpark Feldberger Seenlandschaft an.
Große Teile des nördlichen Seenlandes liegen in den beiden Teilen („Müritz“ und „Serrahn“) des Müritz-Nationalparks. Im Süden ist das Neustrelitzer Kleinseenland teilweise in den Naturpark Stechlin-Ruppiner Land und in den Naturpark Uckermärkische Seen einbezogen.
Das Seenland entstand im Verlauf der Weichseleiszeit vor ungefähr 12.000 Jahren in den Urstromtälern und Sandern des Pommerschen Stadiums.
Das Seenland liegt in der Sanderlandschaft, die im Norden und Süden von den Hauptendmoränenzügen des Pommerschen und Frankfurter Stadiums begrenzt wird und mit Moränenkuppen einer Zwischenstaffel durchsetzt ist, die parallel zu den Endmoränen verläuft und Höhen über 100 m erreicht. Herausragende Erhebungen sind im westlichen Teil die Serrahner Berge und im östlichen Teil der Käflingsberg.
Die Landschaft wird von einer Vielzahl von kleinen Seen geprägt, deren größte der Zierker See, Große Labussee und Useriner See im nördlichen Teil und der Rheinsberger See und der Große Stechlinsee im Süden sind. Die Seen sind meist langgestreckte Rinnenseen und als Seenketten in verschiedenste Richtungen angeordnet.
Seit wenigen Jahren gibt es Bemühungen seitens des Naturschutzbund Mecklenburg Strelitz, Teile des Landschaftsschutzgebietes Neustrelitzer Kleinseenplatte und Rudimente der Schutzgebiete Müritz Seenpark und Havelquellseen Kratzeburg in einen Naturpark Strelitzer Kleinseenplatte zu überführen.
Im Süden grenzt das Neustrelitzer Kleinseenland an die Wittstock-Ruppiner Heide, die Granseer Platte, die Zehdenick-Spandauer Havelniederung, die Schorfheide und die Templiner Platte.